# Cá rìu biển
Cá rìu biển hay Cá lưỡi rìu đại dương (Danh pháp khoa học: Sternoptychinae) là một phân họ trong họ Sternoptychidae. Phân họ này chứa 03 chi với khoảng 40 loài.

## Đặc điểm
Chúng mang hình dạng giống như một chiếc rìu bạc đang bơi lơ lửng trong đại dương. Cá rìu có kích thước khá nhỏ, với loài lớn nhất cũng chỉ khoảng 15 cm chiều dài. Tuy nhiên, chúng lại có thể tồn tại ở độ sâu 1.542m. Có tới hơn 40 loài cá rìu đã được phát hiện, tất cả chúng đều có một cơ thể mỏng.
Một số loài cá rìu có các lớp vảy sáng bóng do chứa các nguyên tố kim loại bên trong. Tất cả các loài cá rìu đều có cơ quan phát sáng sinh học, đồng thời chúng có thể tự điều chỉnh lượng ánh sáng tùy theo môi trường. Bằng cách này, cá rìu có thể ngụy trang ánh sáng, khiến bóng của chúng mờ đi để lẩn trốn kẻ thù.